# Смоляное (Амурская область)
Смоляно́е — село в Ромненском районе Амурской области, Россия. Входит в Чергалинский сельсовет.

## География
Село Смоляное расположено на правом берегу реки Горбыль (левый приток реки Томь), в двух километрах выше села Придорожное, к северо-востоку от районного центра Ромненского района села Ромны.

## История
Возник как населённый пункт центральной усадьбы совхоза «Придорожный». Зарегистрирован официально как село в 1977 году, включив в состав Придорожного сельсовета Ромненского района. Одновременно центр Придорожного сельсовета перенесён из села Придорожное в село Смоляное с переименованием Придорожный сельсовет в Смоляновский по наименованию села Смоляное.

## Население
| 2002 | 2010 | 2012 | 2013 | 2014 | 2015 | 2016 |
| ---- | ---- | ---- | ---- | ---- | ---- | ---- |
| 234  | ↘162 | ↘151 | ↘147 | ↘137 | ↘134 | ↘125 |
| 2017 | 2018 |      |      |      |      |      |
| ↗128 | ↘124 |      |      |      |      |      |

## Инфраструктура
Личное подсобное хозяйство с зоной сельскохозяйственного использования, индивидуальная застройка усадебного типа.
ФАП Смоляное. Отделение почтовой связи Придорожное 676628. Сельский клуб.

## Транспорт
К селу Смоляное дорога от районного центра Ромны идёт через Братолюбовку, мимо административного центра Чергалинского сельсовета села Чергали и через Придорожное, расстояние — 24 км.
Автобусное сообщение с райцентром. Остановка общественного транспорта «Смоляное».